# جول باقشيم (حجر)
'

تعديل مصدري - تعديل

جول باقشيم هي إحدى قرى عزلة الجول بمديرية حجر التابعة لمحافظة حضرموت، بلغ تعداد سكانها 383 نسمة حسب تعداد اليمن لعام 2004.